# ظهرة العنسية (حزم العدين)

تعديل مصدري - تعديل

ظهرة العنسية محلة تابعة لقرية الوادي، التابعة لعزلة جبل حريم بمديرية حزم العدين إحدى مديريات محافظة إب في الجمهورية اليمنية، بلغ تعداد سكانها 66 حسب تعداد اليمن لعام 2004.